# Малоярославець (станція)
Малоярославець — дільнична залізнична станція 3-го класу Київського напрямку Московської залізниці. Розташована в місті Малоярославець Калузької області. Станція облаштована турнікетами.

## Історія
Відкрита 1899 року в ході будівництва залізничної лінії Москва — Брянськ — Льгов.

## Пасажирське сполучення

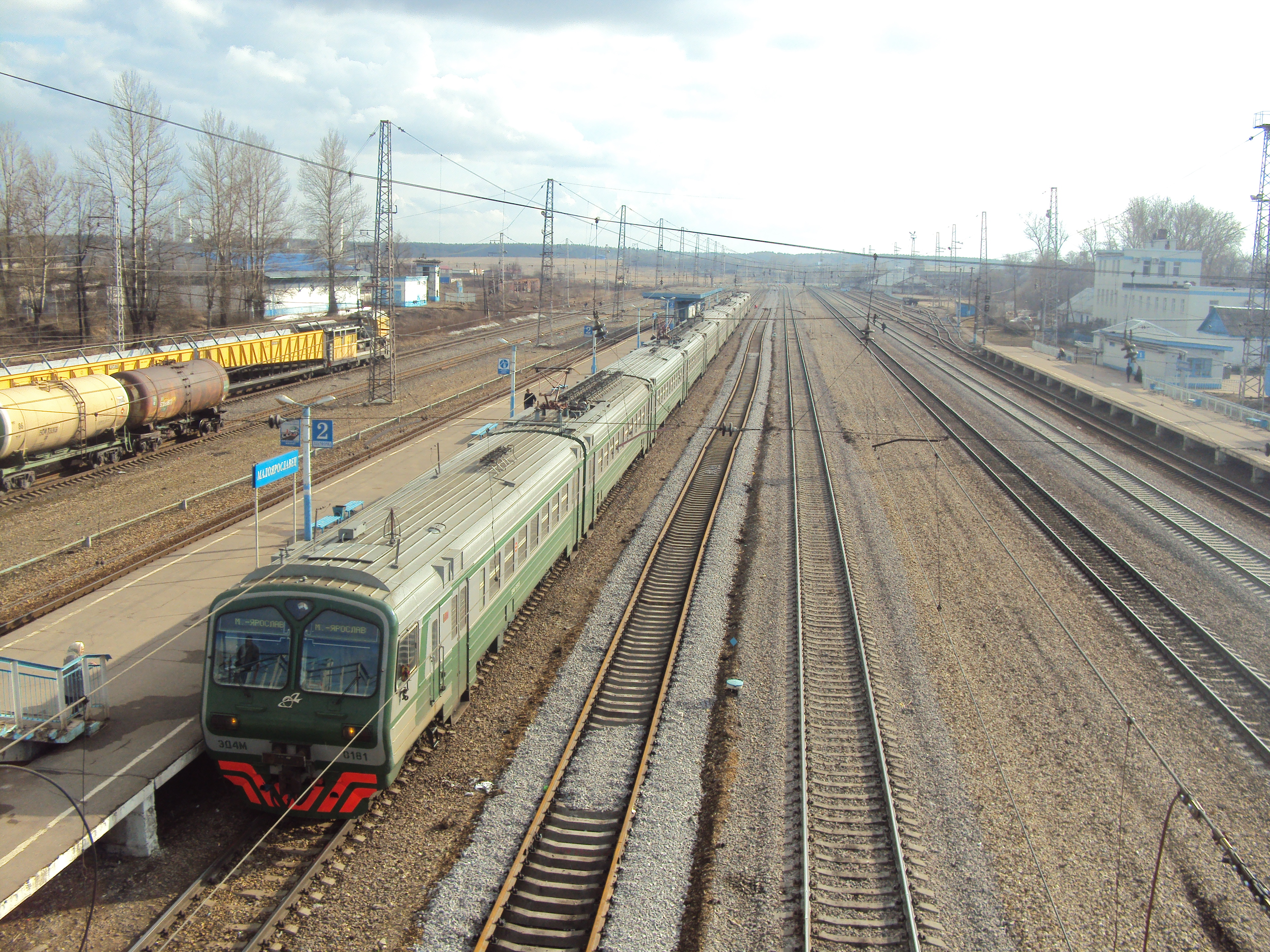
Панорама станції Малоярославець

На станції Малоярославець зупиняються деякі потяги далекого сполучення.
| Транзитні потяги по станції Малоярославець | Транзитні потяги по станції Малоярославець |
| №                                          | Маршрут сполучення                         |
| ------------------------------------------ | ------------------------------------------ |
| 85/86                                      | Москва — Климово                           |
| 131/132                                    | Москва — Новозибков                        |
| 139/140                                    | Санкт-Петербург — Брянськ                  |

Потяги приміського сполучення сполучають місто Малоярославець з Москвою та Калугою. Є кінцевою для значної кількості електропоїздів з Москви. Далі електропоїзди прямують тільки до станцій Калуга I та Калуга II.  На станції зупиняються також всі прискорені електропоїзди.